# Saxifraga hypericoides
Saxifraga hypericoides är en stenbräckeväxtart som beskrevs av Adrien René Franchet. Saxifraga hypericoides ingår i Bräckesläktet som ingår i familjen stenbräckeväxter.

## Underarter
Arten delas in i följande underarter:
- S. h. aurantiascens
- S. h. likiangensis
- S. h. rockii